# Gloria Banditelli
Gloria Banditelli (* 16. Februar 1954 in Assisi) ist eine italienische Opern- und Konzertsängerin (Mezzosopran, Alt), die besonders für ihre Tätigkeit im Bereich der sogenannten Alten Musik bekannt ist.

## Biografie
Sie studierte Gesang am Konservatorium in Perugia. 1979 gewann sie den Concorso del Teatro Sperimentale von Spoleto mit Arien aus Rossinis Cenerentola und hatte Auftritte in Henry Purcells Dido and Aeneas.
Gloria Banditelli sang zunächst und über ihre gesamte Karriere hinweg an den wichtigsten italienischen und an europäischen Theatern, wie der Mailänder Scala, dem Teatro Comunale in Florenz, dem Teatro Comunale in Bologna, dem Teatro dell’Opera in Rom, der Wiener Staatsoper, aber auch bei bedeutenden Festivals wie dem Rossini Festival in Pesaro, dem Maggio Musicale Fiorentino, dem Festival Donizetti in Bergamo oder dem Monteverdi Festival in Cremona. Zu ihrem Opernrepertoire gehörten Partien wie der Pierotto in Donizettis Linda di Chamounix und Maffio Orsini in Lucrezia Borgia, Ismene in Glucks Alceste, Fidalma in Cimarosas Il matrimonio segreto, Tisbe in La cenerentola, Marcellina in Le nozze di Figaro, Larina in Eugen Onegin, sowie Nebenrollen in Il turco in Italia, La sonnambula, I vespri Siciliani, Manon Lescaut, Suor Angelica oder Gianni Schicchi. Dabei arbeitete sie unter anderem mit Dirigenten wie Riccardo Chailly, Riccardo Muti, Zubin Mehta, Claudio Abbado, Carlos Kleiber, Gianandrea Gavazzeni oder Lorin Maazel.
Ihre größten Erfolge feierte Gloria Banditelli jedoch in der Barockmusik, wo ihre ausgesprochen schöne, warm und leicht melancholisch timbrierte Stimme sie von den 1980er Jahren bis zum Beginn des zweiten Jahrtausends zu den führenden Sängerinnen ihres Faches machte, sowohl auf der Bühne, wie bei CD-Aufnahmen. Ihre Zusammenarbeit mit Dirigenten wie Jordi Savall, Fabio Biondi, Rinaldo Alessandrini, Alan Curtis, Nicholas McGegan, Gabriel Garrido, Trevor Pinnock oder René Clemencic bleibt in Erinnerung. Zu ihren wichtigsten Partien gehörten die Messagera in Monteverdis L’Orfeo, Penelope in Il ritorno di Ulisse in Patria, Ottavia in L’incoronazione di Poppea, Dido in Purcells Dido and Aeneas, sowie Hauptrollen in Händels Serse und Giulio Cesare, Antonio Vivaldis Farnace und Juditha triumphans, Jommellis Fetonte, und Mozarts La clemenza di Tito.
Zu Banditellis Konzertrepertoire gehörten Pergolesis Stabat Mater, Bachs Magnificat (BWV 243), Händels Messiah, Mozarts Davide Penitente, Rossinis Petite messe solennelle, Mendelssohns Oratorium Elias und Beethovens Neunte Sinfonie.
1999 wurde sie zu einem Recital im Wiener Konzerthaus eingeladen, und gab Kammermusikkonzerte für die Rai, die Accademia di Santa Cecilia, die Accademia Chigiana, die Freunde der Musik von Perugia, Padua und Palermo und beim Settembre Musicale von Turin.
Weitere Opernhäuser, in denen sie aufgetreten ist, sind das La Fenice in Venedig, das Teatro San Carlo in Neapel, das Teatro Regio in Turin, das Teatro Massimo in Palermo, das Gran Teatre del Liceu in Barcelona, das Théâtre des Champs Elysées und das Théâtre du Chatelet in Paris, der Wiener Musikverein und das Concertgebouw in Amsterdam.

## Diskografie (Auswahl)

### Opern und Oratorien (Gesamtaufnahmen)
- Gioachino Rossini: Il barbiere di Siviglia (als Berta), mit Cecilia Bartoli, William Matteuzzi, Leo Nucci u. a. , Orchestra del Teatro Comunale di Bologna, Giuseppe Patanè (Decca, 1989)
- Christoph Willibald Gluck: Le cinesi (als Tangia), mit Isabelle Poulenard, Anne Sofie von Otter, Guy de Mey, Orchestra of the Schola Cantorum Basiliensis, René Jacobs (Deutsche Harmonia Mundi, 1990)
- Giuseppe Verdi: I vespri siciliani (als Ninetta), mit Cheryl Studer, Chris Merritt, Ferruccio Furlanetto u. a., Coro e Orchestra del Teatro alla Scala di Milano, Riccardo Muti (EMI, 1990)
- Wolfgang Amadeus Mozart: La Betulia liberata (als Giuditta), mit Ernesto Palacio, Lynda Russel, Petteri Salomaa u. a., Orchestra da camera da Padova e del Veneto, Peter Maag (Denon / Nippon Columbia, 1991; auch in der Mozart-Edition von Brilliant Classics)
- Alessandro Scarlatti: La Maddalena (Oratorium), mit Rossana Bertini, Silvia Piccolo, Europa Galante, Fabio Biondi (Opus 111, 1993)
- Gioachino Rossini: La Cenerentola (als Tisbe), mit Cecilia Bartoli, Michele Pertusi, William Matteuzzi, Enzo Dara u. a. Orchestra del Teatro Comunale di Bologna, Riccardo Chailly (Decca, 1993)
- Domenico Cimarosa: Il matrimonio segreto (als Fidalma), mit Janet Williams, Susan Patterson, William Matteuzzi, Alfonso Antoniozzi u. a., Orchestra of the Eastern Netherlands, Gabriele Bellini (Arts, 1994)
- Jacopo Peri: Euridice (Titelrolle, Tragedia, Proserpina, Ninfa III), mit Mario Cecchetti, Sergio Foresti, Rossana Bertini, Ensemble Arpeggio, Roberto de Caro (Arts, 1995)
- Francesco Gasparini: Il vecchio avaro (als Fiammetta), mit Antonio Abete, Il viaggio musicale (Bongiovanni, 1995)
- Antonio Vivaldi: Juditha triumphans (Oratorium) (Titelpartie), mit Mária Zádori, Judith Németh, Annette Markert u. a., Capella Savaria, Nicholas McGegan (Hungaroton, 1995)
- Georg Friedrich Händel: Poro (Titelpartie), mit Rossana Bertini, Gérard Lesne, Bernarda Fink, Europa Galante, Fabio Biondi (Virgin, 1996)
- Claudio Monteverdi: L’Orfeo (als Messagiera und Sylvia), mit Maria Kristina Kiehr, Roberta Invernizzi, Adriana Fernandez, Furio Zanasi, Ensemble Elyma, Gabriel Garrido (K 617, 1996)
- Giovanni Paisiello: Nina, o sia La pazza per amore (als Susanna), mit Jeanne Marie Bima, William Matteuzzi u. a., Concentus Hungaricus, Hans Ludwig Hirsch (Arts, 1996)
- Francesco Provenzale: La colomba ferita (Oratorium) (als Rosalia), mit der Cappella de’ Turchini, Antonio Florio (Opus 111, 1997)
- Giovanni Paisiello: La molinara, mit Adelina Scarabelli, William Matteuzzi, Bruno Praticò, Carmela Remigio u. a., Orchestra del Teatro Comunale di Bologna, Ivor Bolton (Ricordi / Agorà, 1997)
- Claudio Monteverdi: Il ritorno d’Ulisse in patria (als Penelope), mit Furio Zanasi, Maria Cristina Kiehr, Jean-Paul Fouchécourt, Adriana Fernandez u. a., Ensemble Elyma, Gabriel Garrido (K 617, 1998)
- Georg Friedrich Händel: Rodrigo (Titelpartie), mit Sandrine Piau, Elena Cecchi Fedi, Roberta Invernizzi, Caterina Calvi – Complesso Barocco, Alan Curtis  (Virgin Veritas, 1999)
- Claudio Monteverdi: L’incoronazione di Poppea (als Ottavia), mit Guillemette Laurens, Adriana Fernandez, Martin Oro, Elena Cecchi Fedi, Furio Zanasi, Philippe Jaroussky u. a., Ensemble Elyma, Gabriel Garrido (K 617, 2000)
- Francesco Cavalli: Giasone, mit Michael Chance, Catherine Dubosc u. a., Concerto Vocale, René Jacobs (Harmonia Mundi, 2000)
- Antonio Vivaldi: La Silvia RV 734, mit Roberta Invernizzi, John Elwes, Philippe Cantor, Ensemble Baroque de Nice, Gilbert Bezzina (Ligia Digital, 2000)
- Benedetto Marcello: Arianna, mit Anna Chierichetti, Mirko Guadagnini, Sergio Foresti, Antonio Abete, Athestis Chorus, Filippo Maria Bressan (Chandos, 2000)
- Antonio Vivaldi: Farnace RV 711-D (als Selinda), mit Furio Zanasi, Sara Mingardo, Sonia Prina, Le Concert des Nations, Jordi Savall (Alia Vox, 2003)
- Giuseppe Sarti: Armida e Rinaldo (als Rinaldo), mit Anna Chierichetti, u. a. Orchestra PRO ARTE - Marche, Marco Berdondini (Bongiovanni, 2003)
- Alessandro Scarlatti: Humanità e Lucifero, mit Cristina Miatello, Silvia Piccolo, Europa Galante, Fabio Biondi (Naïve, 2003)
- Claudio Monteverdi: Il ritorno d’Ulisse in patria, mit Leroy Villanueva, Mark Tucker u. a., den Sonatori de la Gioiosa Marca, Alan Curtis (Nuova Era, 2008)

### Kammermusik u.a.
- Alessandro Scarlatti & Giovanni Bononcini: „Il Lamento d’Olimpia“ - Cantate Italiane, Vol. 1, mit dem Ensemble Aurora, Enrico Gatti (Tactus, 1988)
- Girolamo Frescobaldi: Arie musicali, mit Concerto italiano, Rinaldo Alessandrini (Opus 111, 1994)
- Georg Friedrich Händel: Arie e duetti d'amore, mit Sandrine Piau, Europa Galante, Fabio Biondi (Virgin, 1996)
- Claudio Monteverdi: Zefiro torna - duetti, mit Roberta Invernizzi, Elena Cecchi Fedi, Complesso Barocco, Alan Curtis (Virgin, 1996)
- Claudio Monteverdi: Settimo Libro dei Madrigali 1619, mit La Venexiana, Claudio Cavina (Glossa, 1998)[2]
- Johann Sebastian Bach: Mass in b-minor, mit Lynne Dawson, Roberta Invernizzi, Christoph Prégardien, Klaus Mertens, Coro della Radio Svizzera, Sonatori della Gioiosa Marca, Diego Fasolis (1998, neuveröffentlicht bei Brilliant Classics 2012)
- Georg Friedrich Händel: Dettingen Te Deum/Dixit Dominus, mit Roberta Invernizzi, Lena Lootens, Elena Cecchi Fedi, Furio Zanasi u. a., Coro della Radio Svizzera, Ensemble Vanitas, Diego Fasolis (Arts, 1999)
- Francesco Cavalli: Arie e duetti, mit Gianluca Belfiori Doro, Sergio Vartolo (Naxos, 2000)
- Giovanni Battista Pergolesi: Cantate da camera, mit dem Ensemble barocco in canto, Fabio Maestri (Bis, 2001)
- Johann Sebastian Bach: Passion selon Matthieu (Matthäuspassion, Version nach Mendelsohn, 1841), mit Andrew King, Paul Robinson, Lynda Russell u. a., Choeur et Orchestre de la Radio Télévision Suisse-Italien, Diego Fasolis (Assai, 2004)
- Giacomo Antonio Perti: Musica sacra, mit Yetsabel Arias Fernandez, Arion Consort & Choir, Giulio Prandi (Amadeus, 2010)
- Giacomo Antonio Perti: Messa a 8 voci, mit Cristina Miatello, Claudio Cavina u. a., New College Choir Oxford, Cappella Musicale di San Petronio, Sergio Vartolo (Bongiovanni, 2018)

## Nachweise
1. 1 2 3 4 5 6 7 8 9  Gloria Banditelli, Biografie auf der Website Bach-Cantatas (englisch; Abruf am 26. August 2020)
2. ↑  Interpretenliste und Programm auf der Website von Glossa (englisch; Abruf am 26. August 2020)

| Personendaten    | Personendaten                 |
| ---------------- | ----------------------------- |
| NAME             | Banditelli, Gloria            |
| KURZBESCHREIBUNG | italienische Mezzosopranistin |
| GEBURTSDATUM     | 16. Februar 1954              |
| GEBURTSORT       | Assisi                        |